# Mail Retrieval Agent
Ein Mail Retrieval Agent (MRA) holt E-Mails von einem Mailserver, genauer dem Mail Delivery Agent (MDA), ab und speichert sie auf dem lokalen Rechner. Ein MRA ist in den meisten E-Mail-Programmen (Mail User Agent – MUA) integriert und übernimmt dort das Herunterladen von Mails – z. B. mittels POP3. Es gibt aber auch weitere Möglichkeiten wie ein MRA auf die Mails zugreift. Hierzu zählen auch die Protokoll-Erweiterungen von SMTP ATRN und ETRN.

Verwendet ein MUA IMAP, greift dieser normalerweise direkt auf den MDA zu und es ist technisch kein MRA beteiligt. Da jedoch viele E-Mail-Programme (MUA) auch eine Kopie der Mails für einen Offline-Modus lokal anlegen, wird auch diese MUA-IMAP Software-Komponente meist als MRA bezeichnet.

## Beispiele
Hier seien einige Beispiele für MRA, die keine MUA sind, aufgelistet:
- fetchmail
- getmail
- mpop
- retchmail
- fdm – ein kombinierter MRA und MDA (Mail Delivery Agent)